# Histoire de la Louisiane

Carte des États-Unis, où figure en rouge l'actuel État de Louisiane.

Territoires contrôlés par la France entre 1534 et 1763.

L'histoire de la Louisiane remonte à la période amérindienne. S'ensuit la colonisation européenne, principalement française, jusqu'à la perte de la Nouvelle-France par Louis XV puis, après la récupération de la Louisiane occidentale, sa vente en 1803 par Napoléon Ier aux États-Unis, nouvellement créés.

## Les Amérindiens
Les Amérindiens sont les premiers habitants de la région. Ils vivaient des ressources de la pêche, de la chasse et de l'agriculture.
L'arrivée des Européens signifia leur déclin, notamment démographique par les contaminations virales (variole). Les Atakapa résidaient et résident dans le sud-ouest, soit dans les paroisses d'Ibérie, de Saint-Martin, de Sainte-Marie, de Vermilion, de l'Acadie (Acadia), de Caméron, de Jefferson Davis, de Lafayette et de Calcasieu. Les Chitimachas résidaient et résident dans le sud-est, soit dans les paroisses d'Ibérie, de l'Assomption, de Sainte-Marie, de Saint-Martin, de Terrebonne, de Lafourche, de Saint-Jacques, de Saint-Jean-Baptiste, de Saint-Charles, de Jefferson, d'Orléans, de Saint-Bernard, et des Plaquemines. Les Bayougoulas, l'une des nations Choctaw, étaient disséminés dans les paroisses de Sainte-Hélène, de Tangipahoa, de Washington, de Bâton-Rouge Est, de Paroisse de Bâton-Rouge Ouest, de Livingston et de Saint-Tammany. Les Houmas se trouvaient sur les paroisses de Félicianne et de la Pointe-Coupée. La localisation originelle est à 160 km au nord de la ville d'Houma. L'expansion coloniale poussait les Houmas de plus en plus vers cette ville. Les Houmas actuels sont majoritairement bilingues anglais/français cadien et se trouvent le long de la côte des paroisses Terrebonne et Lafourche. Certaines zones des paroisses des Avoyelles et de Concordie au bord du Mississippi étaient peuplées par les Avoyelles et les Natchez. Les Tunicas résident au nord-est, dans les paroisses des Tensas, de Madison, d'East Caroll et de West Caroll. Les autres régions du nord et du centre de l'État étaient peuplées par la nation Caddo.

## L'exploration et l'expansion coloniale européennes
À partir du XVe siècle et du XVIe siècle, les puissances européennes sont en quête de nouveaux territoires pour affirmer leur puissance d'une part, et pour disposer de nouvelles ressources (naturelles, humaines, etc.) d'autre part. Le « Nouveau Monde » est alors peu exploré et encore peu habité, ce qui conduit à faire venir dans cette région de nombreux explorateurs et colons européens. Se mettent alors sur pied des colonies, et la Louisiane, cet immense territoire et ce carrefour commercial entre le Canada, les Grands Lacs et le golfe du Mexique, devient l'objet des prétentions françaises et espagnoles en Amérique.

### La Louisiane française
Malgré sa découverte très tôt par Cavelier de la Salle, venu de la Nouvelle-France, qui explore le bassin du Mississippi jusqu'à son embouchure et donne en 1682 à cet immense territoire le nom de Louisiane en l'honneur du roi de France Louis XIV, le territoire reste inhabité par les Blancs jusqu'au XVIIIe siècle. Il est pourtant immense et s'étend des Grands Lacs jusqu'au golfe du Mexique, incluant dès lors une bonne partie de ce qui va devenir le centre-ouest des États-Unis, dont dix États américains actuels (Arkansas, Dakota du Sud, Dakota du Nord, Iowa, Kansas, Missouri, Montana, Nebraska, Oklahoma, et la Louisiane actuelle) ainsi que des parcelles des futurs Colorado, Wyoming, Minnesota et Texas.
La Louisiane n'a ainsi toujours que 200 habitants en 1708, dont une moitié de soldats. En 1712, le roi la vend à Antoine Crozat sous la forme d"une concession de 15 ans. Il crée la Compagnie du Mississippi, y introduit des esclaves noirs, fonde en 1714 les Natchitoches avec Louis Juchereau de Saint-Denis et en 1716 le fort Rosalie à Natchez, puis la revend après seulement cinq ans, à la mort de son protecteur Louis XIV.

### Les explorations sans lendemain
La Compagnie du Mississippi fonde ensuite, en 1718, La Nouvelle-Orléans, baptisée ainsi en l'honneur du régent Philippe d'Orléans. Elle devient capitale de la Louisiane en 1722, tandis qu'en 1719 Jean-Baptiste Bénard de la Harpe remonte la Rivière rouge, fréquente les Comanches puis explore l'Oklahoma et une partie du Colorado. Une autre expédition rencontre les Indiens Canzes (Kansa) et signe un traité de paix avec les belliqueux Padoucas. Entre-temps, la Compagnie du Mississippi envoie 7 000 colons, surtout des Alsaciens, au cours de ses quatre premières années d'existence, grâce à des publicités, dont environ un sixième de soldats. Mais ils ne restent pas et les maladies les déciment.

### L'exploitation du plomb, nouvel échec
Le relais doit être pris en 1723 par une Compagnie des Indes française qui avec soldats et colons explore et développe son activité commerciale jusqu'en 1731, en cumulant les échecs. Environ 5 800 esclaves noirs y sont envoyés entre 1719 et 1732, date où ils sont deux fois plus nombreux que les Blancs, mais leur présence ne suffit pas à exploiter le très important gisement des mines de plomb du sud du Missouri, identifié quinze ans plus tôt par le missionnaire jésuite canadien Jacques Gravier, susceptible d'apporter aussi des sous-produits recherchés, comme l'argent-métal. La Compagnie d'Occident et son directeur des opérations minières Philip François Renault, arrivent en 1720 au Pays des Illinois, avec 200 travailleurs et mécaniciens et 500 esclaves de Saint Domingue pour travailler dans ces mines. Les gisements de plomb, nombreux mais éloignés, resteront pour beaucoup superficiels et en friche autour de Saint-Louis, car trop dispersés et exposés à des raids amérindiens récurrents.
Ils fondent en 1720 le village de Bonne Terre puis en 1723 le village de Saint-Philippe. Sainte-Geneviève (Missouri) naît au milieu des années 1730, fondé par des Canadiens français, comme port fluvial pour le transport de plomb, utilisé comme matériau de couverture. Philip François Renault repart en France en 1749 et y cède ses droits miniers.
Ce n'est qu'en 1773 que Francois Azor, alias Breton, découvrira un nouveau filon, appelé « la mine à Breton », qui attire les mineurs des autres sites proches. Les deux décennies de la fin du XVIIIe siècle verront de nouveaux arrivages de Français du Missouri dans le secteur de « La Vieille Mine », près de la ville de Potosi dans le sud-est de l’État. La « mine à Breton » compte déjà 26 familles françaises pour l'exploiter en 1804 mais il faudra attendre 1818 pour que le site compte 70 bâtiments.

### La révolte des Natchez
L'exploitation sévère des esclaves par les Français inquiète les Amérindiens, qui participent à la révolte des Natchez, dès novembre 1729, quand les plantations du Nachez District, aux alentours de Fort Rosalie, où travaillent 430 Blancs et 289 Noirs sont encerclées. Les Indiens qui avaient été réduits en esclavage à la fin du siècle précédent dans l'arrière-pays de la Caroline du Sud par des trafiquants de peaux de daim se sont alliés avec les esclaves noirs travaillant dans le Natchez District.
Cet assaut cause la mort de 248 colons français, soit les trois quarts des Blancs, les Indiens emmenant les autres comme prisonniers. Deux expéditions punitives du gouverneur Étienne de Perier y répondent. C'est la vengeance du massacre de Natchez en 1732, quand le fort des Natchitoches est assiégé 22 jours par une bande de guerriers Natchez survivants. Son commandant Louis Juchereau de Saint-Denis ne répond pas à leur attaque. Exaspérés, les Natchez brûlent vive une femme française, provoquant une sortie de 140 hommes dont 40 soldats blancs et 100 Amérindiens alliés.
La bataille de la colline Sang pour Sang s'engage : 92 guerriers et 4 de leurs chefs sont tués. Les survivants sont poursuivis jusqu'au bord d'un lac aujourd'hui à sec, à Derry près de Clouterville. Ils sont alors exterminés par les Français et en 1731 avec 427 Natchez emmenés à Saint-Domingue, les autres massacrés, les survivants se fondent dans les Creeks.

### Les conflits entre européens
Résultat des terribles guerres indiennes, en 1732, la Louisiane ne compte plus que 1 720 Blancs, dont la moitié à la Nouvelle Orléans. En 1739, quand la Grande-Bretagne déclare la guerre à l’Espagne, la Géorgie et la Caroline du Sud échouent à s’emparer de la ville espagnole de Floride, Saint Augustine, mais repoussent une tentative d’invasion espagnole. En 1743, la France déclare la « guerre du Roi George » à la Grande-Bretagne, et ses corsaires attaquent la Caroline du Sud, où le gouverneur James Glen échoue à convaincre les Cherokees et les Creeks de l’aider mais reçoit le soutien côté Choctaw du chef Red Shoes, pour évincer la France de la Louisiane. La tentative de James Glen de monopoliser le commerce avec eux fait échouer l'affaire et diminue encore le crédit des Blancs auprès des Indiens.
En 1746, la colonie française de Louisiane ne compte au total que 3 200 Blancs et 4 700 Noirs, bien qu'un seul navire négrier y ait accosté, après quinze années d'accroissement démographique naturel des esclaves.

### La guerre de Sept Ans
Les Virginiens précèdent la guerre de Sept Ans en 1754, en envoyant une expédition qui échoue à capturer un fort français à la jonction de la rivière Ohio et du Mississippi, au cours de laquelle George Washington agit pour son intérêt personnel car il est investisseur dans la Ohio Company, qui avait reçu une concession de 200 000 acres sur la rivière. Nouvel échec pour une opération similaire l’année suivante, du général britannique Edward Braddock, avec le même George Washington aux commandes des troupes de Virginie. Autres prémices de la guerre de Sept Ans, au cours de la même année 1755, la Déportation des Acadiens de Nouvelle-Écosse dont 300 sur 15 000 atterrissent rapidement vers la Louisiane, rejoints par les 1 200 acadiens déportés vers le Maryland et la Pennsylvanie quelques années plus tard. C'est à cause de la provenance de ces immigrants que les Louisianais français dans l'ensemble ont plus tard été appelés Cadiens et Cajuns.
Les colons du Sud des États-Unis jouent relativement peu de rôle dans la guerre pendant les quatre années suivantes, et la Caroline du Sud s'enlise dans un conflit indien à sa frontière : en 1760 et 1761, ses colons détruisent les villages cherokees. Après avoir perdu entre 5 000 et 10 000 habitants sur 20 000, les tribus Cherokees attaquées acceptent les conditions d’un traité, mais refusent de livrer quatre chefs pour exécution, laissant un climat d'insécurité. La Floride espagnole voisine, est plus en sécurité car elle ne compte que quelques centaines d'esclaves et accueille les fugitifs qui se convertissent au catholicisme tandis qu'un village fortifié d'ex-esclaves libres de 100 habitants, Mose, y est toléré. La Louisiane n'a toujours qu'environ 5 000 esclaves en 1760, autant que de colons Blancs, mais aucune culture importante n'y a trouvé un marché extérieur et aucun esclave n'y a été importé depuis 1731.
Le traité de 1763 permet à la Grande-Bretagne de prendre, de fait, le contrôle de la Floride et à l'Espagne éprouvée de s'emparer quand même d'une Louisiane enclavée et quasi-déserte. Les Cherokees, les Choctaws, les Chickasaws et les Creeks sont à partir de cette date affaiblis parce qu’ils ont désormais beaucoup moins de capacité à jouer des rivalités entre européens.

### Chronologie
- 1682 : découverte par Cavelier de la Salle, venu de la Nouvelle-France ;
- 1708 : seulement cent habitants et cent soldats ;
- 1712 : Louis XIV vend la Louisiane à Antoine Crozat et sa Compagnie du Mississippi ;
- 1714 : Fondation des Natchitoches par Louis Juchereau de Saint-Denis.
- 1716 : Antoine Crozat fonde Fort Rosalie ;
- 1718 : la Compagnie d'Occident de John Law s'en empare ;
- 1718 : fondation de La Nouvelle-Orléans ;
- 1722 : la Nouvelle-Orléans devient capitale ;
- 1719 : Jean-Baptiste Bénard de la Harpe remonte la Rivière rouge, l'Oklahoma et une partie du Colorado ;
- 1720 : la Compagnie d'Occident recherche du plomb, avec des esclaves ;
- 1723 : la Compagnie perpétuelle des Indes en prend le contrôle ;
- 1724 : Étienne Vényard de Bourgmont remonte la rivière des Missouri ;
- 1726 : nouveau gouverneur, Étienne de Perier, jusqu'en 1733 ;
- 1729 : la révolte des Natchez cause la mort de 248 colons français aux alentours de Fort Rosalie[2] ;
- 1731 : 427 Natchez emmenés à Saint-Domingue, les autres massacrés, les survivants se fondent dans les Creeks[2] ;
- 1731 : vengeance du massacre de Natchez, les guerriers Natchez assiègent le fort des Natchitoches ;
- 1738 : Pierre Gaultier de Varennes et de La Vérendrye, explore l'ouest canadien ;
- 1740 : son fils François atteint le Montana et le Wyoming.
- 1739 : Pierre et Paul Mallet partis du Canada sont à Santa Fe (Nouveau-Mexique) ;
- 1754 : échec d'une expédition de George Washington contre un fort français à la jonction de l'Ohio et du Mississippi[2] ;
- 1755 : nouvel échec, du général britannique Edward Braddock, avec le même George Washington[2] ;
- 1755 : déportation des Acadiens de Nouvelle-Écosse, 300 migrent en Louisiane ;
- 1762 : la France, vaincue à la guerre de Sept Ans, cède la Louisiane à l'Espagne et le Canada à la Grande-Bretagne ;
- proclamation royale du 7 octobre 1763, promet aux Indiens que la colonisation n'ira pas plus loin que les Appalaches[2].

## Louisiane espagnole et américaine
Le traité de Paris, la France cède à l'Angleterre la partie orientale de la Louisiane. La partie occidentale, déserte, devient espagnole. Les Indiens houmas, francophones, sont repoussés vers l'extrême sud, dans la paroisse de Lafourche où ils deviennent proche des Acadiens, qui s'installent en Louisiane bien souvent sans savoir que le territoire n'est plus français. Denis-Nicolas Foucault les installe dans les prairies des Attakapas avec les familles créoles récemment arrivées de Fort Toulouse et de Mobile.

### Une nouvelle vague d'Acadiens
Une nouvelle vague d'Acadiens, plus importante, arrive de France vingt ans plus tard, quand la poussée démographique du côté britannique et la pénurie de coton causée par la guerre d'indépendance des Etats-Unis et les progrès techniques dans l'industrie textile de Manchester causent une spéculation intense sur les rives du Mississippi et de la rivière Tombigbee. Des aventuriers montent des opérations dans ce sens, comme le général James Wilkinson qui démissionne en 1782, accusé de corruption, devient Brigadier-général de la milice et député de Pennsylvanie puis déménage dans le district du Kentucky en 1784, où il réclame l'indépendance de la Virginie. En 1784 c'est la spéculation immobilière dite du Yazoo Land ou comté Bourbon, dans le District de Natchez, où un recensement fait état de 1 500 habitants britanniques devenus américains après la guerre, dont 498 esclaves noirs. La même année les Espagnols vont chercher en France 1 598 Acadiens qui s'y étaient réfugiés, pour coloniser l'extrême-sud de la Louisiane et assécher les marais par la technique des aboiteaux. Les transactions avec Charles Gravier de Vergennes aboutissent en avril 1784 : les frais de transports seront payés par l'Espagne, la France réglera ses arriérés de pensions aux Acadiens. Sept navires sont armés et partent de Nantes en 1785 pour la Nouvelle-Orléans. Les Acadiens, appelés aujourd'hui les Cajuns, sont transportés ainsi sur le Bon Papa et le Saint-Rémy armés par Jean Peltier Dudoyer, la Bergère armée par Joseph Monesron Dupin, la Caroline commandée par Nicolas Baudin, le Beaumont, l'Amitié et la Ville d'Arcangel.
Cette population renforcée, même si elle reste à l'extrême-sud, permet aux Espagnols de faire de la Louisiane une zone tampon entre les possessions espagnoles du Mexique et les États-Unis car en 1785 La Nouvelle-Orléans n'a toujours que 4 985 habitants, pour un total de seulement 32 000 dans toute la Louisiane, alors espagnole et englobant la partie occidentale de la Floride, en particulier le secteur de Biloxi.

### Poussée démographique et impact de la révolution haïtienne
La spéculation sur les riches terres agricoles du Natchez District, à 400 kilomètres au nord de l'embouchure du fleuve, s'intensifie en 1785 quand le gouverneur de Géorgie George Mathews signe le Bourbon County Act qui organise l'attribution de terres le long du Mississippi et des Yazoo River, autour du site actuel de Natchez. C'est le début du Scandale de Yazoo Land dans lequel est impliqué le général James Wilkinson, déjà actif dans les spéculations au Kentucky. En 1786 Esteban Rodríguez Miró, gouverneur espagnol de Louisiane, interdit l'importation d'esclaves nés dans la Caraïbe (la limitant à ceux qui viennent d'Afrique). En 1790, il interdit plus particulièrement d'en importer des îles françaises. Dans un mémoire, Pierre-Louis Berquin-Duvallon explique que ceux nés aux Antilles sont « plus vicieux et débauchés ».
Lors de la révolution haïtienne qui démarre en 1791 et dans les années suivantes, plus de 15 000 Blancs fuient et deviennent les réfugiés français de Saint-Domingue en Amérique et à Cuba. Une partie va en Louisiane en plusieurs vagues. Dès 1794 Le Moniteur de la Louisiane de Louis Duclot, premier journal francophone publié sur place, joue un rôle moteur dans l'histoire de la presse francophone en Louisiane. En 1795 une révolte inspirée par celle de Saint-Domingue, à Pointe Coupée, entraîne la mort de 25 esclaves.

### Chronologie
- 1763 : Traité de Paris ;
- 1765 : nouvelle arrivée d'Acadiens ;
- 1784 : le général James Wilkinson veut l'indépendance de la Virginie ;
- 1784 : les Espagnols vont chercher en France 1 598 Acadiens[4] ;
- 1785 : Bourbon County Act et début du scandale de Yazoo Land ;
- 1786 : la Louisiane interdit l'importation d'esclaves nés dans la Caraïbe ;
- 1790 : elle interdit plus particulièrement d'en importer des îles françaises.
- 1787 : Wilkinson vient à La Nouvelle-Orléans proposer d'accorder au Kentucky un monopole sur le Mississippi en échange de la défense des intérêts espagnols dans l'Ouest ;
- 1788 : le nouvel État fédéral annule le Bourbon County Act, lieu du scandale de Yazoo Land ;
- 1793 : Eli Whitney invente une égreneuse pour séparer la graine du coton de sa fibre ;
- 1793 : la Révolution française abolit l'esclavage ;
- 1794 : la spéculation immobilière du Natchez District tourne au scandale de Yazoo Land ;
- 1794 : Le Moniteur de la Louisiane lance l'histoire de la presse francophone en Louisiane ;
- 1795 : le Natchez District a l'autorisation de naviguer sur le Mississippi ;
- 1796 : interdiction de toute importation d'esclaves, quelle que soit leur origine ;
- 1798 : le Natchez District a 5 400 habitants à lui seul ;
- 1800 : Les planteurs lancent une pétition contre le gouverneur espagnol qui a interdit d'importer des esclaves.

## La Louisiane à nouveau française

### Le boom du coton s'amplifie
Pendant les trois années qui voient la Louisiane redevenue française, la culture du coton continue à progresser et ne fait que doper la valeur des terres cette fois des deux côtés du Mississippi car il apparaît que si la Louisiane est à nouveau française, cela n'est que temporaire et permet de réaliser une très importante plus-value à Napoléon. Ainsi en 1800, c'est la restitution secrète par l'Espagne de la Louisiane à la France dans le cadre du traité de San Ildefonso, négocié par Napoléon qui vient d'arriver au pouvoir. Mais en 1800 aussi, la zone de culture de coton appelée le Natchez District a déjà 6 587 habitants à elle seule, en rive orientale du fleuve, dont 2 987 esclaves, + 50 % en deux ans.

### L'importation d'esclaves à nouveau autorisée
Conséquence de l'achat français, l'importation d'esclaves, autorisée de nouveau en Louisiane après avoir été réclamée par les planteurs à la fin de l'époque espagnole, inquiète aussi d'autres planteurs. Certains craignent l'arrivée d'esclaves martiniquais, jugés indociles. D'autres y sont favorables par solidarité avec les planteurs martiniquais.
La Louisiane n'est alors plus espagnole et n'englobe donc plus la partie occidentale de la Floride et le secteur de Biloxi. Ce sont les terres à l'ouest du fleuve que les États-Unis achètent en 1803 à prix d'or ; ils vont rapidement s'emparer de celles au sud-est, comme la Floride et le futur Alabama, via l'épisode de la République de Floride.

### Chronologie
- 1800 : restitution par l'Espagne de la Louisiane à la France ;
- 1800 : l'importation d'esclaves autorisée à nouveau en Louisiane ;
- 1800 : le Natchez District a 6 587 habitants à lui seul, dont 2 987 esclaves : + 50 % en deux ans ;
- 1802 : la libre navigation suspendue sur le Mississippi ;
- 1802 : la libre navigation restaurée après la colère des résidents anglophones du Natchez District[7] ;
- 1803 : l'expédition de Saint-Domingue lancée par Napoléon tourne au fiasco ;
- 3 mai 1803 : Napoléon vend la Louisiane pour 15 millions de dollars aux États-Unis, qui doivent s'endetter lourdement ;
- 1803 : l'échec de l'expédition de Saint-Domingue entraîne une vague d'immigration française en Louisiane ;
- 1804 : La Nouvelle-Orléans a doublé sa population en vingt ans avec 8 056 habitants. Total de 49 073 habitants pour toute la Louisiane[5].

## XIXesiècle, la Louisiane américaine
Une carte du territoire de la Louisiane, telle qu'elle existait en tant que territoire de la Nouvelle-Espagne à partir de 1763 grâce à son transfert à Napoléon, empereur des Français en 1803 et sa vente presque immédiate aux Américains, après seulement trois ans de détention. Seule une petite partie de ce vaste territoire deviendra plus tard le futur État américain de la Louisiane à l'extrême sud.
L'année d'après la transaction, en 1804, la Louisiane est divisée en deux territoires, celui de La Nouvelle-Orléans et celui qui englobe le reste de la Louisiane.

### L'importation d'esclaves à nouveau interdite
Dès sa nomination, le nouveau gouverneur américain Isaac Brigg y interdit la traite négrière, et le congrès des États-Unis lui emboîte le pas en 1806. Il s'agit en particulier d'éviter l'importation d'esclaves des Antilles qui inspirent l'inquiétude. Lors du siècle précédent, les Français avaient renoncé à y recourir en Louisiane en raison de la très violente révolte des Natchez qui avait vu des esclaves noirs aider les Amérindiens à encercler les plantations françaises. Les planteurs vont alors acheter des esclaves au XIXe siècle sur le marché des planteurs de Virginie qui depuis 1795 abandonnent une culture du tabac trop peu rémunératrice pour financer l'entretien et la surveillance des esclaves.

### Une expansion très rapide
Le Mississippi n'en est pas moins devenu une zone de dynamisme économique et d'inventions. Dès 1805, Samuel Brigg, le frère du gouverneur américain Isaac Brigg vend son premier bateau à vapeur tandis que Benjamin Latrobe a créé une pompe à eau à vapeur. En quatre ans, le trafic sur le Mississippi augmente de 115 % pour dépasser 1 600 navires par an. Verrou de la navigation et futur grand port, la La Nouvelle-Orléans connaît une croissance forte. Si le 11 mai 1805 le recensement ne fait état que de 8 475 résidents permanents, dont 3 551 Blancs (41,9 %), 1 566 libres de couleur (18,5 %) et 3 105 esclaves (36,6 %), les années qui suivent, notamment après les émeutes anti-françaises de mars 1809 à Cuba, la Louisiane voit arriver plus de 10 000 réfugiés français de Saint-Domingue à Cuba, selon Carl A. Brasseaux, historien et directeur du centre d'études louisianaises de Lafayette. Non loin, à Cuba, les quinze années qui ont suivi 1792, date de l'introduction du commerce libre, ont fourni plus d'esclaves que les deux siècles et demi précédents. Signalons la publication en 1807 à Paris chez Buisson de Voyages dans l’intérieur de la Louisiane... Contenant de Nouvelles Observations sur l’Histoire Naturelle, la Géographie, les Mœurs, l’Agriculture, le Commerce, l’Industrie et les Maladies… Suivis de la Flore Louisianaise par Charles César Robin, qui fut traduit en anglais et en allemand.

### Les années 1810
La zone agricole cotonnière du Natchez District, à 500 kilomètres au nord, sur le Mississippi, dans le futur État du Mississippi a déjà 28 787 habitants à lui seul en 1810, soit un quadruplement en une décennie. La moitié du total de la population de la Louisiane vit alors déjà dans le Natchez District.
Cette expansion de la population fait que la Louisiane remplit rapidement les critères pour être admise au sein de l’Union, le 30 avril 1812, devenant ainsi le 18e État américain. À cette époque, la Louisiane est le premier et le seul État de l’Union dans lequel un groupe non anglophone, les descendants d’Acadiens — les Cadiens — et de Français et d'Espagnols — les Créoles —, constitue une majorité linguistique. Grâce au juriste Louis Moreau-Lislet, un Code civil, plus complet que le précédent basé sur la Coutume de Paris et reposant sur le Code Napoléon, est adopté par le législateur du nouvel État. Ce code a été rédigé en français, puis traduit en anglais. Le texte français prime encore aujourd'hui en cas de problèmes d'interprétation de la version anglaise.
Entretemps, toute la région est animée par des conflits avec les planteurs d'origine française et de la spéculation immobilière, qui en 1810 déclenchent sur les terres espagnoles la proclamation de la république de Floride occidentale, et 1811, la milice réprime brutalement une insurrection dans la paroisse Saint-Charles, la révolte de La Nouvelle-Orléans.
C'est aussi l'époque de la guerre de 1812 à nouveau menée contre les Britanniques. Son temps fort dans la région est en 1815, lorsque la bataille de La Nouvelle-Orléans est gagnée par le général Andrew Jackson avec l'aide du pirate Jean Laffite. Au cours de la même année, l'empereur français Napoléon Ier, abdique. Charles Lallemand et un groupe d'officiers napoléoniens créent la Vine and Olive Colony dans le futur État de l'Alabama sur 370 kilomètres carrés. Cent vingt d'entre eux créent une autre colonie, près de Galveston dans le futur État du Texas.

### La Guerre de Sécession
En 1861, l'État refuse de libérer ses esclaves qui travaillent dans les plantations et assurent les richesses des blancs. En 1862, les troupes fédérales entrent en Louisiane et commencent à investir les forts Pike, Jackson et St. Philip. Après la guerre de Sécession, la Louisiane tout entière est parcourue de bandes armées qui fouettent, battent ou tuent des Noirs impunément. Selon le général Philip Sheridan, gouverneur militaire de la région, plus de 3 500 Noirs sont massacrés dans les dix ans qui suivirent la guerre.
En mars 1891, onze Italiens sont lynchés par plusieurs milliers de personnes. La couverture de l’événement par la presse américaine est largement complaisante, et les responsables du lynchage ne seront jamais poursuivis. Le New York Times félicite les meurtriers, car la mort des Italiens « accroît la sécurité des biens et de la vie des habitants de La Nouvelle-Orléans ». Le Washington Post assure que le lynchage mettra un terme au « règne de la terreur » qu’imposeraient les Italiens. Selon le Saint Louis Globe Democrat, les lyncheurs n'ont fait qu'exercer « les droits légitimes de la souveraineté populaire ». Le massacre a de graves répercussions diplomatiques. L’Italie suspend ses relations diplomatiques avec les États-Unis après le refus du président Benjamin Harrison d'ouvrir une enquête fédérale. La presse et la rumeur publique propagent l'idée que la marine italienne s’apprêtait à attaquer les ports américains, et des milliers de volontaires se présentent pour faire la guerre à l'Italie. Les persécutions visant les Italiens se poursuivent ailleurs en Louisiane ; six autres personnes sont tuées dans un lynchage en 1891.

### Chronologie
- 1804 : la Louisiane est divisée en deux territoires, la Nouvelle-Orléans et celui qui englobe le reste[7] ;
- 1804 : le nouveau gouverneur américain Isaac Brigg interdit la traite négrière ;
- 1807 : le Congrès des États-Unis interdit la traite négrière ;
- 1810 : la population de l'agglomération de La Nouvelle-Orléans a augmenté de 103 % en cinq ans, à 17 000 habitants ;
- 1806 : mille personnes vivent à proximité de Bâton-Rouge, dans l'est, en grande majorité des francophones[11] ;
- 1810 : le Natchez District, a 28 787 habitantsà lui seul[9] ;
- 1810 : la population atteint 76 566 habitants, soit + 55 % en six ans[7] ;
- 1810 : proclamation de la république de Floride occidentale ;
- 1811 : la milice réprime brutalement la révolte de La Nouvelle-Orléans ;
- 1812 : premier bateau à vapeur sur le Mississippi ;
- 1812 : la Louisiane devient le 18e État américain ;
- 1815 : bataille de La Nouvelle-Orléans gagnée par le général Andrew Jackson avec Jean Laffite[7] ;
- 1815 : création de la Vine and Olive Colony dans l'Alabama ;
- 1820 : la population atteint 153 407 habitants, elle a triplé en quinze ans ;
- 1849 : Bâton-Rouge devient la capitale de l'État ;
- 1861 : comme d'autres États esclavagistes, la Louisiane fait sécession ;
- 1864 : nouvelle constitution qui consacre l'anglais comme une des langues officielles.

## XXesiècle

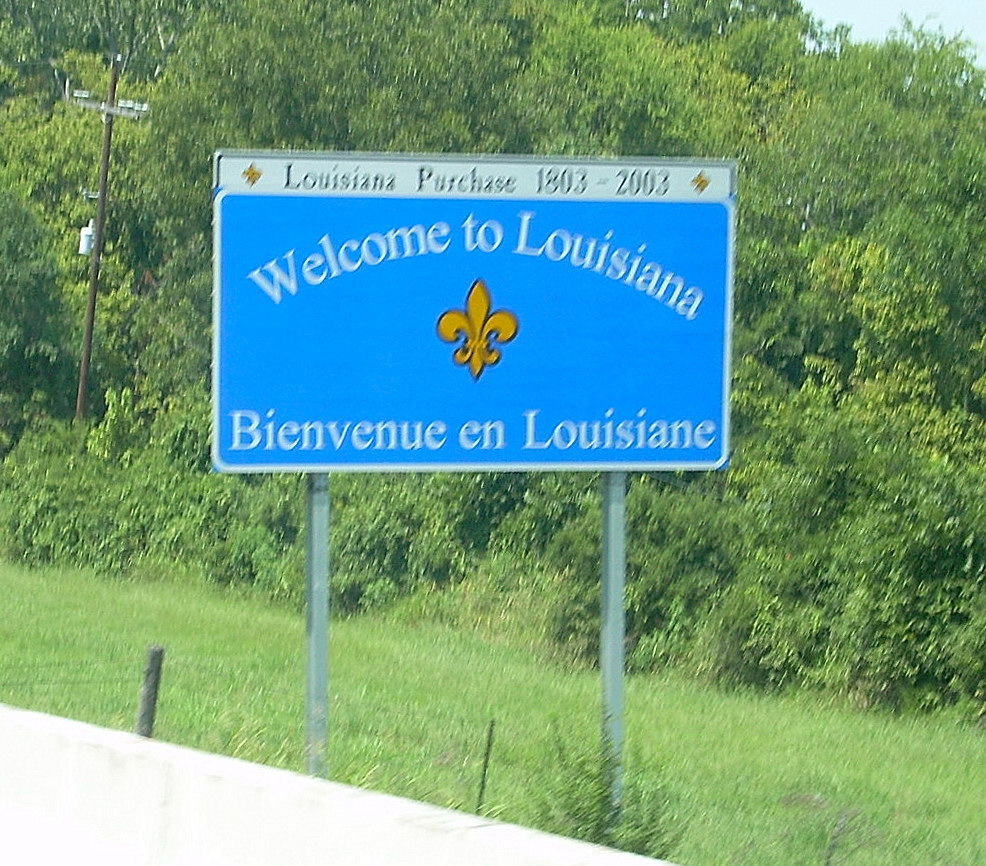
Signalisation routière bilingue à l'entrée de la Louisiane.

### Le rebond énergétique
La croissance économique et démographique se poursuit au XXe siècle dans l’État de Louisiane, tout au Sud de la puissante artère fluviale du Mississippi, où s'installent des raffineries après les deux chocs pétroliers de 1973 et 1980, qui voient se développer l'exploitation du pétrole brut dans les gisements à coûts plus élevés du golfe du Mexique et dans le Texas voisin.

### La francophonie revisitée
La région renoue un peu plus tôt avec ses racines historiques francophones. Ainsi à partir de 1968, le CODOFIL (Conseil pour le développement du français en Louisiane), organisme d'État chargé de promouvoir le français en Louisiane est créé, à l'initiative de James Domengeaux, représentant (député) et avocat francophone. Par la suite[Quand ?], la Louisiane devient officiellement bilingue et l'enseignement du français comme deuxième langue à l'école devient obligatoire. Les lois de 1968 en faveur de la renaissance francophone sont votées à l'unanimité par la Chambre des représentants et le Sénat de la Louisiane.

### Chronologie
- 1916 : Interdiction d'utiliser le français dans les écoles et dans les foyers ;
- 1921 : La constitution louisianaise n'autorise l'usage que de la seule langue anglaise ;
- 1968 : Le CODOFIL est fondé à l'initiative de James Domengeaux ;
- 1971 : Edwin Edwards est le premier gouverneur francophone de la Louisiane au XXe siècle.

## XXIesiècle
En 2004, Kathleen Blanco est la première femme gouverneur d'origine francophone de la Louisiane.
L'ouragan Katrina ravage le sud de la Louisiane en 2005 obligeant la totalité des habitants de La Nouvelle-Orléans à évacuer la ville. La Louisiane est atteinte en 2010 par la marée noire de Deepwater Horizon, plus grave que celle de l'Exxon Valdez en 1989 (Alaska).